# G-білокспряжені рецептори
G-білокспряжені рецептори (GPCR, англ. G protein-coupled receptors) також відомі як рецептори, спряжені з G-білками чи 7TM-рецептори (сім-трансмембран, англ. 7 transmembrane) належать до найбільшої групи трансмембранних рецепторів. Це білки, які у відповідь на різноманітні сигнали, включаючи фотони світла, гормони, білки та ліпіди, активують поєднані з ними G-білки і передають сигнал всередину клітини.
G-білокспряжені рецептори беруть участь у найрізноманітніших фізіологічних процесах, включаючи відчуття смаку, зору та запаху, регуляцію тиску крові, імунологічну відповідь, поведінку та настрій.
Приблизно 30-40 % фармакологічних препаратів діють на G-білокспряжені рецептори, включаючи β-блокатори, опіоїдні агоністи, антигістаміни та блокатори ангіотензинових рецепторів.

## Сигнальні шляхи

Активація G-білокспряженого рецептору, фосфорилювання ГДФ α-субодиниці, від'єднання її від βγ-димеру, активація сигнальних шляхів клітини.

Після активації GPCR сигнал передається на поєднаний з рецептором G-білок, хоча деякі G-білокспряжені рецептори можуть діяти й на інші сигнальні шляхи, що не включають G-білки (наприклад, рецептор тирозинкінази чи протеїнтирозинфосфатази).
Найбільшою родиною G-білків є гетеротримерні G-білки. Вони складаються з декількох субодиниць (α, β та γ). Активація GPCR призводить до фосфорилювання G-білку, а саме обмін ГДФ на ГТФ α-субодиниці, від якого G-білки й отримали свою назву. Фосфорильована α-субодиниця від'єднується від βγ-димеру. Вільні, вони можуть запускати різноманітні каскади біохімічних реакцій в клітині через вторинні месенджери. Мабуть, одним з найбільш відомих таких шляхів є шлях через інозитолтрифосфат (ІФ3) та діацилгліцерол (ДАГ).

## Класифікація
У геномі людини існує приблизно 800 генів, що кодують G-білокспряжені рецептори і це робить їх найбільшою родиною клітинних рецепторів. Всі вони відповідають на велике різноманіття активаторів за хімічною структурою і фізичною природою, тим не менш деякі структурні гомології можна викреслити. GPCR ділять на 6 класів:
- Клас A, родопсин-подібні рецептори;
- Клас B, підродина секретин-подібних рецепторів;
- Клас C, метаботропні глутаматні рецептори;
- Клас D, рецептори грибів на феромони;
- Клас E, рецептори циклічного аденозинмонофосфату;
- Клас F, Smoothened та Frizzled[en] рецептори.

## Будова

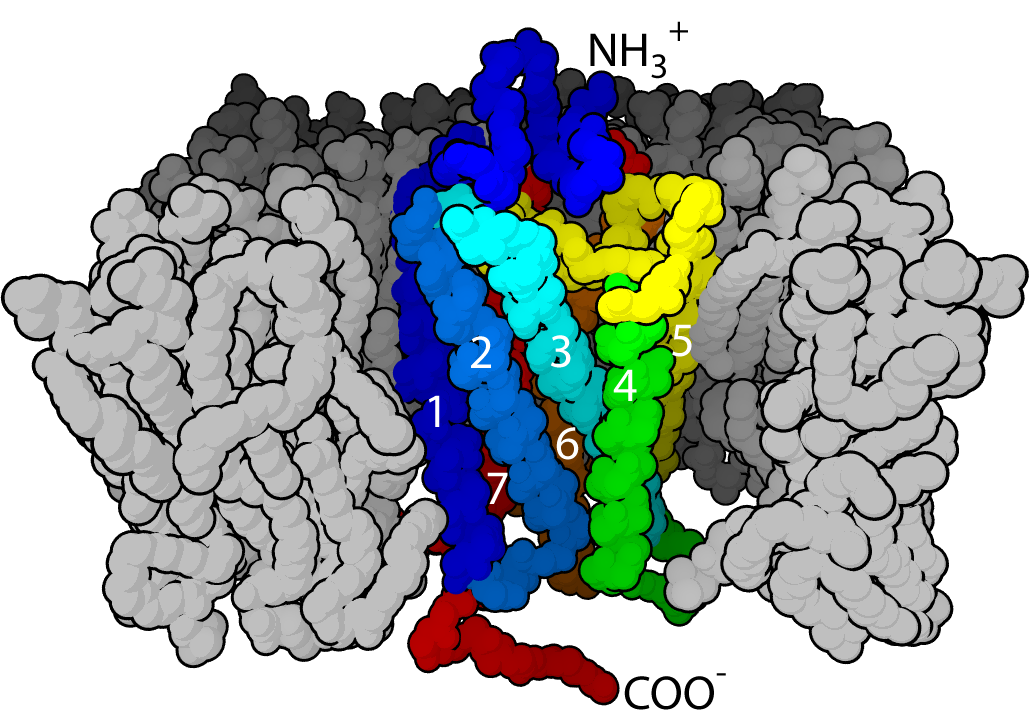
Структура G-білокспряженого рецептора в мембрані. 1-7 — сім трансмембранних альфа-спіралей (TM1-TM7), COO^{-} — C-кінець та NH3^{+} — N-кінець білку, вони знаходяться по різні боки від плазматичної мембрани (сірий колір на рисунку), так, що C-кінець направлений всередину клітини, N-кінець — зовнішньоклітинний.

Станом на кінець 2014 року відома кристалічна структура 26 рецепторів, зв'язаних з їх агоністами, перша структура була отримана у 2007 році.
G-білокспряжені рецептори мають 7 трансмембранних альфа-спіралей (TM1-TM7), які є переважно гідрофобними й складаються з 25-35 амінокислотних залишків (а.к.з.), внутрішньоклітинний C-кінець, 12-359 а.к.з., та зовнішньоклітинний N-кінець довжиною 7-595 а.к.з. Трансмембранні петлі формують бочкоподібну серцевину рецептора, ділянки між ними утворюють 3 езо- та 3 цитопетлі (ECL1-3 та ICL1-3, відповідно), довжиною у 5-230 амінокислотних залишків.